# Schafreuter
De Schafreuter of Scharfreiter is een 2102 meter hoge bergtop in het Karwendelgebergte. De berg behoort tot het Vorkarwendel, een zijketen van dit gebergte en ligt op de grens tussen de Duitse deelstaat Beieren en de Oostenrijkse deelstaat Tirol. De top is vanuit het Rißbachtal over de Mosslahneralm en vanuit Fall in Beieren met een makkelijke bergtocht te bereiken. Boven op de top heeft men uitzicht over de centrale keten van het Karwendelgebergte. Onder de top ligt op 1835 meter hoogte de Tölzer Hütte.